# 香城卓
香城 卓（こうじょう たく、1982年10月4日 - ）は、石川県白山市出身の日本のゲームプロデューサー。株式会社ディー・エヌ・エー所属。代表作は『逆転オセロニア』。

## 人物
- 愛称は「けいじぇい」。
- メディア露出[1]をはじめ、自らイベントに登壇したり動画配信を行っている[2]。
- 「ゲーム音楽が好きだった[3]」と本人の弁にある通り、自身のプロデュース作品では、BGMなどサウンドのディレクションも行っている。
- Game for Community[4]を開発スタイルとするプロデューサーである。

## 来歴

### 作品
- FINAL FANTASY BRIGADE[5]
- 逆転オセロニア

### その他
- 逆転オセロニアを題材とした「コミュニティベース」の運営手法が、2019年9月より日本のソーシャルゲームとしては初めて、米・ハーバードビジネススクールの事業経営ケースに採用されている。